# Reserva Ecológica Olho-d'Água das Onças
Nota linguística: De acordo com as normas oficiais para a grafia de nomes próprios em português, preposições devem ficar em minúsculas em qualquer caso. Desse modo, a denominação oficial da unidade, que contém erros de grafia, foi corrigida neste artigo enciclopédico.
A Reserva Ecológica Olho-d'Água das Onças é uma unidade de conservação localizada no município de Picuí, estado da Paraíba.

## Características
Com 20,73 hectares, a unidade foi criada em 2005 com o objetivo de proteger o bioma da Caatinga, assim como educar a população para a importância da preservação da fauna e flora desse meio ambiente.
A reserva é aberta à visitação pública e conta com trilhas e guias treinados.

## Fauna e flora
As espécies da fauna presentes na unidade incluem a cascavel, o sagui-de-tufos-brancos, a perereca-verde-do-brejo, a caranguejeira-rosa-salmão, a cuica-graciosa, entre dezenas de outras. 
Já a flora é formada por plantas como coroa-de-frade, icó, xiquexique, facheiro, etc.